# Timemania
Timemania é um jogo de loteria organizado pelo Governo Federal, através da Caixa Econômica Federal. O primeiro concurso foi realizado em 1º de março de 2008.

## Objetivo

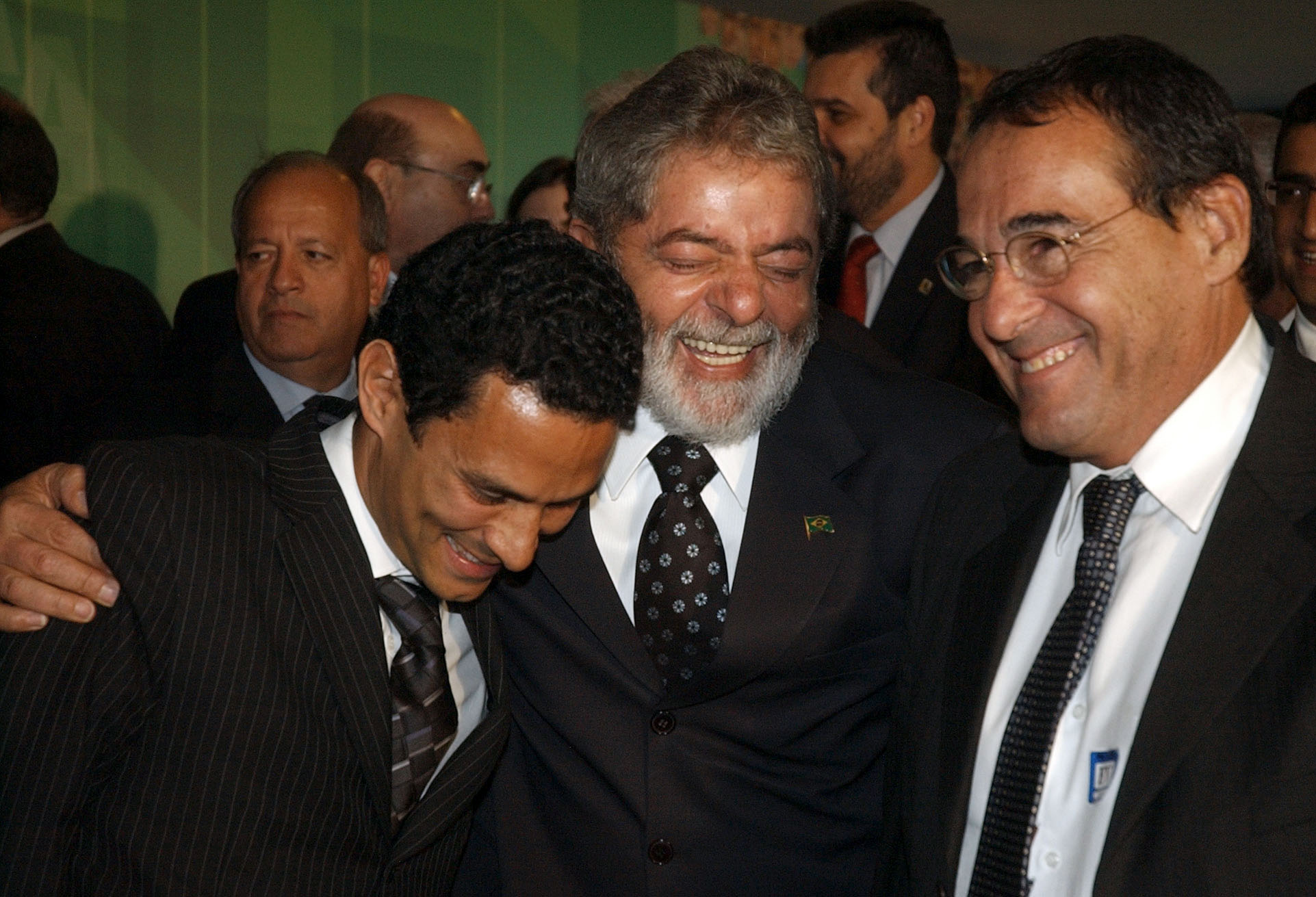
Túlio (ex-volante do Botafogo), Lula e Bebeto de Freitas, quando presidente do clube carioca, durante cerimônia de assinatura do decreto que regulamenta a Timemania.

A Timemania foi criada para ajudar os clubes participantes a pagarem as suas dívidas com o governo brasileiro. Do total arrecadado, os clubes recebem 22% que são destinados ao pagamento de dívidas com o INSS, FGTS, Receita Federal e outros impostos devidos à União.

## Funcionamento
A Timemania funciona de maneira similar a Lotomania, porém, em vez de escolher 50 números para acertar 20, escolhe-se 10 para acertar 7. Além disto, existe um sorteio separado onde é sorteado um time.

## Probabilidade de acerto
A probabilidade de acerto é:
- 7 números: 1 chance em 26.472.637
- 6 números: 1 chance em 216.103
- 5 números: 1 chance em 5.220
- 4 números: 1 chance em 276
- 3 números: 1 chance em 29
- Time do Coração: 1 chance em 80

## Distribuição da arrecadação
A quantia arrecadada nas apostas é distribuída da seguinte forma:
- 46% - Apostadores vencedores;
- 22% - Clubes que aderiram à loteria, sendo:
  - 11% - dividido igualmente entre os 80 clubes participantes;
  - 11% - conforme a proporção de apostas indicadas como “Time do Coração” a cada concurso;[4]
- 20% - Manutenção do serviço;
- 3% - Projetos esportivos na rede de educação básica e superior e para ações dos clubes sociais;
- 3% - Fundo Penitenciário Nacional;
- 3% - Santa Casa da Misericórdia;
- 2% - Lei Agnelo/Piva;
- 1% - Seguridade social.

## Clubes participantes e novas regras
No total, 80 clubes participam da Timemania. No dia 14 de janeiro de 2022, o presidente Jair Bolsonaro editou o Decreto nº 10.941, de 13 de janeiro de 2022, que estabeleceu novos critérios para a inserção dos times no volante de apostas. O objetivo seria incentivar o engajamento dos clubes com suas torcidas para que recebam mais recursos. Passaram a participar apenas os 80 clubes que sejam: 20 times da Série A; 20 times da Série B; 20 times da Série C; e 20 melhores colocados no Ranking da Confederação Brasileira de Futebol fora destas três principais divisões.  Isto fez que novos clubes fossem incluidos nos volantes de apostas, em detrimento de outros que saíram de tais volantes por não atenderem as novas condições impostas pelo decreto; O assunto tem sido alvo de discursões na Câmara dos Deputados, havendo inclusive propostas de anular o novo decreto pois alega-se que as novas regras prejudicam times que conquistaram os maiores títulos estaduais, cinco estados ficaram de fora: Amapá, Espírito Santo, Mato Grosso do Sul, Rondônia e Tocantins.
Anteriormente ao atual decreto em vigor, participavam os seguintes clubes: Vinte da Série A e vinte da Série B do Campeonato Brasileiro, sendo que as restantes vagas eram para clubes com maior número de títulos do Campeonato Brasileiro (Série A, B ou C), de Campeonatos estaduais de futebol do Brasil, Taça Brasil ou Copa do Brasil. 
Também tinha direito a participação clubes que haviam disputado, no mínimo, sete edições da Série A e de, no mínimo, cinco edições da Série B do Campeonato Brasileiro.
O governo impôs ainda algumas regras para as inscrições. Os clubes deverão publicar anualmente balanços financeiros em meio digital e os dirigentes não poderão ter nenhuma condenação por crime doloso.
Contudo a participação é voluntária, cabendo a cada clube apto a decisão de participar ou não.

### Lista de Clubes participantes, atualizada em abril de 2022
Ordenado em ordem alfabética, conforme aparecem no volante de apostas:
| #  | Clube          | UF |
| -- | -------------- | -- |
| 1  | ABC            | RN |
| 2  | Altos          | PI |
| 3  | América        | MG |
| 4  | América        | RN |
| 5  | Aparecidense   | GO |
| 6  | Athlético      | PR |
| 7  | Atlético       | AC |
| 8  | Atlético       | CE |
| 9  | Atlético       | GO |
| 10 | Atlético-MG    | MG |
| 11 | Avaí           | SC |
| 12 | Bahia          | BA |
| 13 | Boa Esporte    | MG |
| 14 | Boa Vista      | RJ |
| 15 | Botafogo       | PB |
| 16 | Botafogo       | RJ |
| 17 | Botafogo       | SP |
| 18 | Bragantino     | SP |
| 19 | Brasil         | RS |
| 20 | Brasiliense    | DF |
| 21 | Brusque        | SC |
| 22 | Campinense     | PB |
| 23 | Caxias         | RS |
| 24 | Ceará          | CE |
| 25 | Chapecoense    | SC |
| 26 | Cianorte       | PR |
| 27 | Confiança      | SE |
| 28 | Corinthians    | SP |
| 29 | Coritiba       | PR |
| 30 | CRB            | AL |
| 31 | Criciúma       | SC |
| 32 | Cruzeiro       | MG |
| 33 | CSA            | AL |
| 34 | Cuiabá         | MT |
| 35 | Ferroviária    | SP |
| 36 | Ferroviário    | CE |
| 37 | Figueirense    | SC |
| 38 | Flamengo       | RJ |
| 39 | Floresta       | CE |
| 40 | Fluminense     | RJ |
| 41 | Fortaleza      | CE |
| 42 | Goiás          | GO |
| 43 | Grêmio         | RS |
| 44 | Guarani        | SP |
| 45 | Imperatriz     | MA |
| 46 | Internacional  | RS |
| 47 | Ituano         | SP |
| 48 | Jacuipense     | BA |
| 49 | Joinville      | SC |
| 50 | Juazeirense    | BA |
| 51 | Juventude      | RS |
| 52 | Londrina       | PR |
| 53 | Luverdense     | MT |
| 54 | Manaus         | AM |
| 55 | Mirasol        | SP |
| 56 | Moto Club      | MA |
| 57 | Náutico        | PE |
| 58 | Novorizontino  | SP |
| 59 | Oeste          | SP |
| 60 | Operário       | PR |
| 61 | Palmeiras      | SP |
| 62 | Paraná         | PR |
| 63 | Paysandu       | PA |
| 64 | Ponte Preta    | SP |
| 65 | Remo           | PA |
| 66 | Sampaio Corrêa | MA |
| 67 | Santa Cruz     | PE |
| 68 | Santos         | SP |
| 69 | São Bento      | SP |
| 70 | São José       | RS |
| 71 | São Paulo      | SP |
| 72 | São Raimundo   | RR |
| 73 | Sport Recife   | PE |
| 74 | Tombense       | MG |
| 75 | Treze          | PB |
| 76 | Vasco da Gama  | RJ |
| 77 | Vila Nova      | GO |
| 78 | Viória         | BA |
| 79 | Volta Redonda  | RJ |
| 80 | Ypiranga       | RS |

### Lista antiga de Clubes participantes
Ordenado por número de apostas no "time do coração" em fevereiro de 2018:
| #  | Clube            | UF |
| -- | ---------------- | -- |
| 1  | Flamengo         | RJ |
| 2  | Corinthians      | SP |
| 3  | Santos           | SP |
| 4  | Palmeiras        | SP |
| 5  | São Paulo        | SP |
| 6  | Grêmio           | RS |
| 7  | Vasco da Gama    | RJ |
| 8  | Internacional    | RS |
| 9  | Botafogo         | RJ |
| 10 | Atlético-MG      | MG |
| 11 | Cruzeiro         | MG |
| 12 | Fluminense       | RJ |
| 13 | Bahia            | BA |
| 14 | Fortaleza        | CE |
| 15 | Goias            | GO |
| 16 | Vitória          | BA |
| 17 | Ceará            | CE |
| 18 | ABC              | RN |
| 19 | Avaí             | SC |
| 20 | Atlético-PR      | PR |
| 21 | Santa Cruz       | PE |
| 22 | Treze            | PB |
| 23 | Coritiba         | PR |
| 24 | Atlético-GO      | GO |
| 25 | Sport            | PE |
| 26 | Londrina         | PR |
| 27 | Guarani          | SP |
| 28 | Remo             | PA |
| 29 | Gama             | DF |
| 30 | Náutico          | PE |
| 31 | America-MG       | MG |
| 32 | Joinville        | SC |
| 33 | Juventude        | RS |
| 34 | Ipatinga         | MG |
| 35 | America          | RJ |
| 36 | River            | PI |
| 37 | Ituano           | SP |
| 38 | América-RN       | RN |
| 39 | Botafogo-PB      | PB |
| 40 | Bangu            | RJ |
| 41 | Portuguesa       | SP |
| 42 | Moto Clube       | MA |
| 43 | Vila Nova        | GO |
| 44 | Mixto            | MT |
| 45 | Ji-Paraná        | RO |
| 46 | Marília          | SP |
| 47 | Inter de Limeira | SP |
| 48 | Juventus         | SP |
| 49 | Ponte Preta      | SP |
| 50 | Paysandu         | PA |
| 51 | Palmas           | TO |
| 52 | Criciúma         | SC |
| 53 | Sampaio Corrêa   | MA |
| 54 | Paraná           | PR |
| 55 | São Caetano      | SP |
| 56 | Santo André      | SP |
| 57 | Americano        | RJ |
| 58 | CRB              | AL |
| 59 | Bragantino       | SP |
| 60 | Sergipe          | SE |
| 61 | Barueri          | SP |
| 62 | Figueirense      | SC |
| 63 | Brasiliense      | DF |
| 64 | Rio Branco-ES    | ES |
| 65 | CSA              | AL |
| 66 | Rio Branco-AC    | AC |
| 67 | Tuna Luso        | PA |
| 68 | Olaria           | RJ |
| 69 | Ypiranga         | AP |
| 70 | Uberlândia       | MG |
| 71 | São Raimundo     | AM |
| 72 | Nacional         | AM |
| 73 | Operário         | MS |
| 74 | Roraima          | RR |
| 75 | União São João   | SP |
| 76 | XV de Piracicaba | SP |
| 77 | Desportiva       | ES |
| 78 | Paulista         | SP |
| 79 | Villa Nova       | MG |
| 80 | União Barbarense | SP |

No modelo antigo, 2% dos recursos arrecadados com a Timemania eram distribuídos aos clubes, de acordo com a proporção de apostas no "time do coração".